# Mężyk (wieś)
Mężyk – wieś w Polsce położona w województwie wielkopolskim, w powiecie czarnkowsko-trzcianeckim, w gminie Wieleń.
W latach 1975–1998 miejscowość administracyjnie należała do województwa pilskiego.
Wieś leży nad Miałą, na przesmyku pomiędzy jeziorami Górnym i Bąd. Nad rzeką zachowany stary młyn wodny. Centrum wsi ma zwartą zabudowę. Wokół liczne domy letniskowe. Przy skrzyżowaniu dróg kapliczka z Jezusem. Szosę w kierunku Białej przecina 170-metrowy Rów Syzyfa - dzieło życia Pawła Jechalika zwanego Syzyfem z Puszczy Noteckiej.

## Galeria

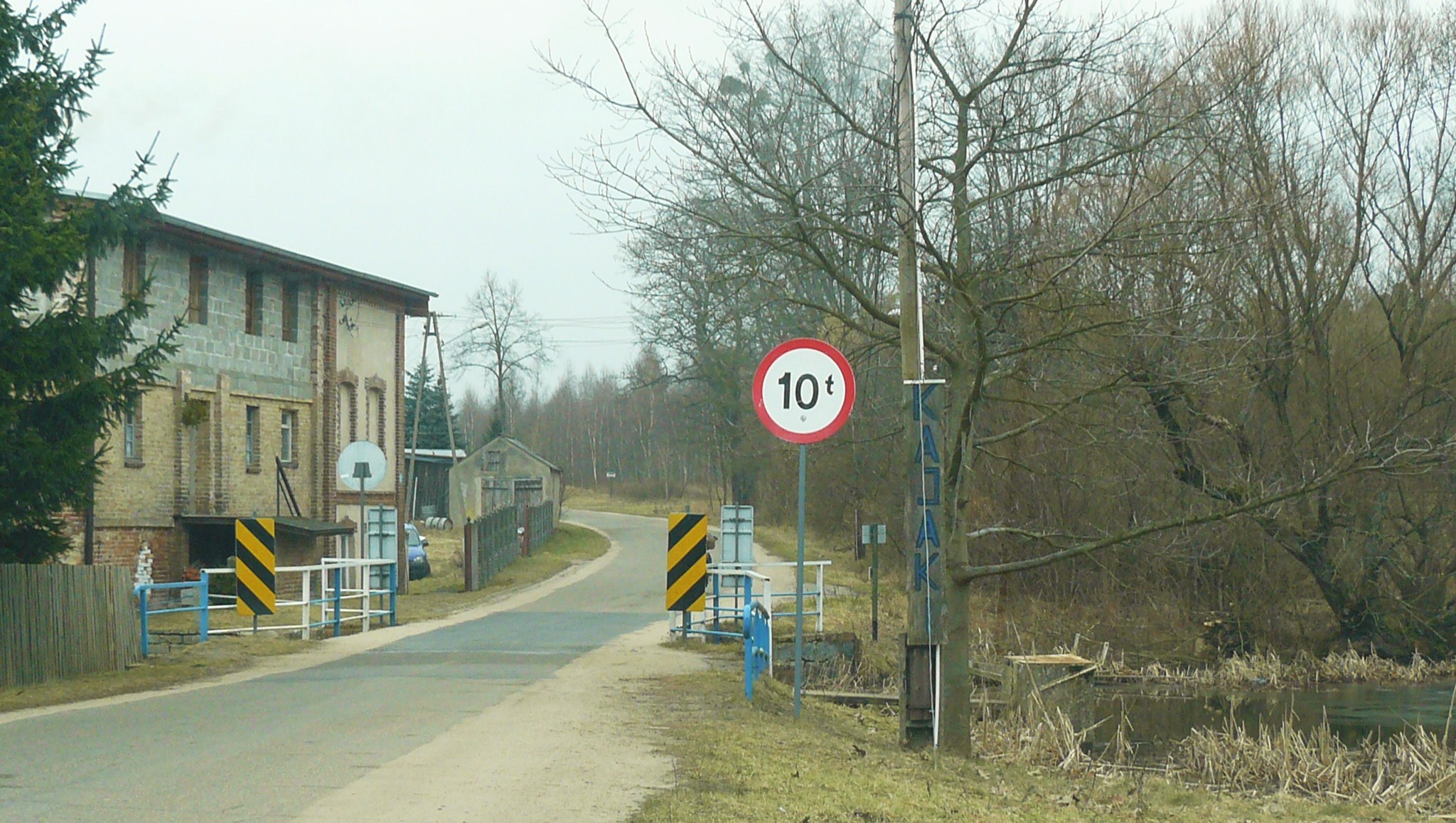
Młyn wodny nad Miałą
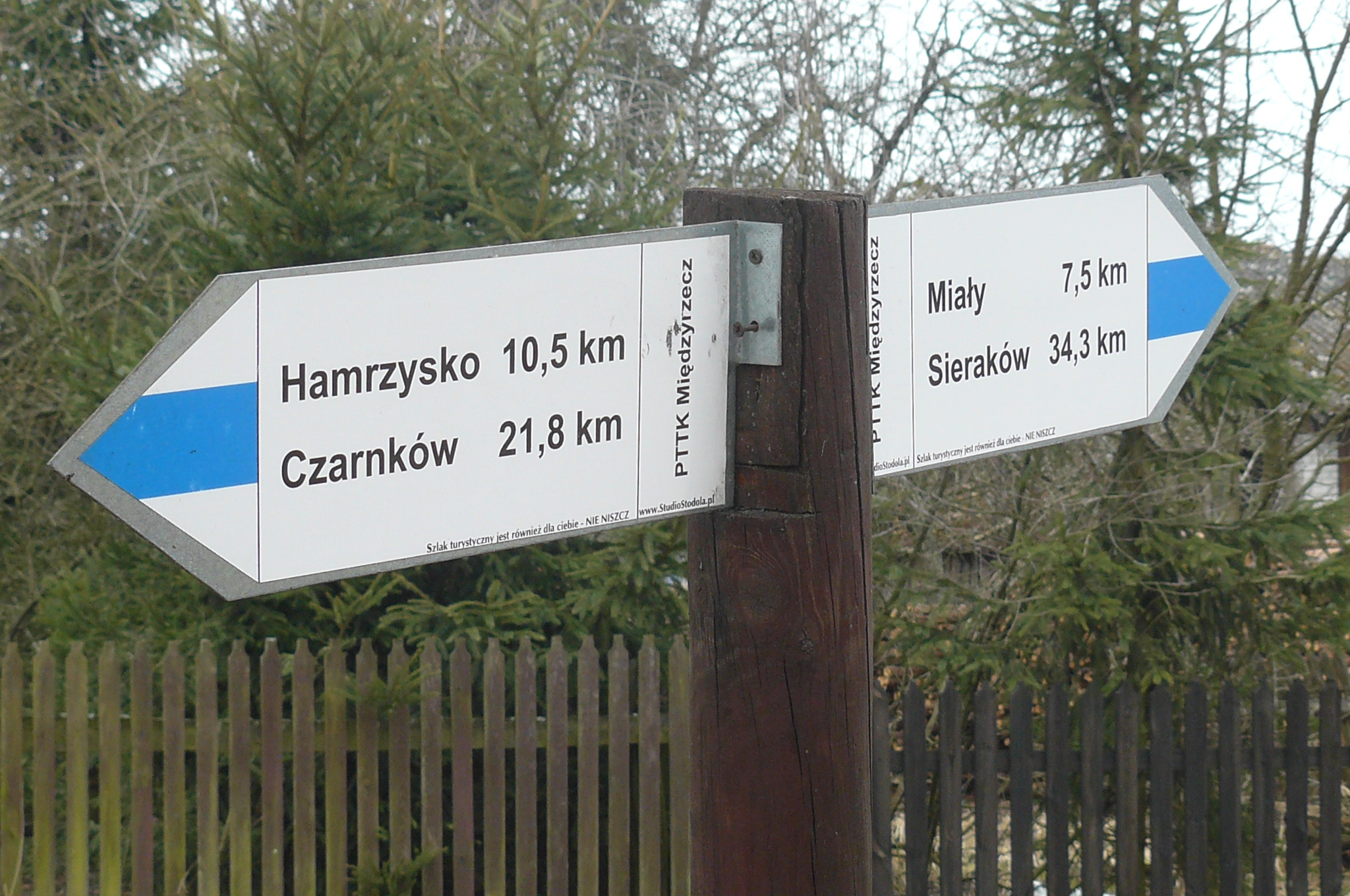
Szlak turystyczny